# Ommatius harlequin
Ommatius harlequin là một loài ruồi trong họ Asilidae. Ommatius harlequin được Oldroyd miêu tả năm 1974. Loài này phân bố ở vùng nhiệt đới châu Phi.